# Лили Рубичек-Пелер
Лили Ещер Рубичек-Пелер (на чешки: Lili Esther Roubiczek-Peller) е австро-американски педагог и психоаналитик. Тя е пионер в Метода на Монтесори в Австрия и разработва независим Виенски модел на Монтесори.

## Биография
Родена е на 28 февруари 1898 година в Прага, днес Чехия, в семейството на Лудвиг Рубичек – богат еврейски производител на текстил. Първоначално учи биология, а след това педагогика през 1917 г. През 1920 отива във Виена, където учи психология при Карл и Шарлоте Бюлер. Учи метода на Монтесори в Лондон.
В края на 20-те все повече се заинтересува от психоанализа и използването ѝ в педагогиката. След среща между Ана Фройд и Мария Монтесори, последната е недоволна от намесването на психоанализата в нейния метод и отхвърля това смесване. Рубичек тогава се обръща към психоанализата и преминава обучителна анализа при Зигфрид Бернфелд и Херман Нунберг като става асоцииран член на Виенското психоаналитично общество.
Умира на 30 август 1966 година в Монро, САЩ, на 68-годишна възраст.